# Georg Gottfried Dapp
Georg Gottfried Dapp (* 21. Januar 1720; † 1807) war ein deutscher evangelischer Geistlicher und Prälat.

## Leben
Dapp studierte Theologie und erwarb 1738 den Magister. Er wurde 1752 erst außerordentlicher, später ordentlicher Professor am Gymnasium in Stuttgart. 1767 wurde er dann zugleich Mittwochsprediger und 1770 Spezial-Superintendent in Kirchheim unter Teck. 1783 wurde er Abt im Kloster Bebenhausen und Generalsuperintendent. Dapp war ab 1788 Landschaftsassessor im größeren, ab 1791 dann Landschaftsassessor im engeren Ausschuss. Von dieser Stelle trat er 1805 zurück.